# Luciano Castañón
Luciano Castañón Fernández (La Arena (Gijón), Asturias, España, 7 de abril de 1926-ib., 5 de enero de 1987) fue un escritor, investigador y futbolista español. Fue miembro del Instituto de Estudios Asturianos y codirector de la Gran Enciclopedia Asturiana junto a José Antonio Mases.

## Biografía
Luciano Castañón estudió Bachillerato Superior en el Real Instituto Jovellanos y realizó estudios de medicina y de Filosofía y Letras, que no concluyó. Desde 1953 y hasta el momento de su muerte trabajó como médico en el Instituto Nacional de la Salud —antes Instituto Nacional de Previsión—. En su juventud, también había sido futbolista y era conocido como Chano. Tras jugar en varios equipos del barrio de La Arena, fichó por el Real Gijón a los dieciocho años y realizó su debut en Primera División en la temporada 1944-45. Allí permaneció hasta 1949, cuando se incorporó al Real Avilés C. F. En 1951 pasó al Cádiz C. F., donde disputó sus dos últimas campañas como jugador, ya que se vio obligado a abandonar el fútbol debido a una afección renal.
Desde muy joven compaginó su afición al deporte con las inquietudes literarias y a lo largo de su vida abordó casi todos los géneros: narrativa, poesía, teatro, investigación, erudición y crítica. Fue miembro de número del Instituto de Estudios Asturianos, codirector de la Gran Enciclopedia Asturiana y coordinador de la Enciclopedia Temática Asturiana, entre otros cargos. Colaboró habitualmente en las páginas culturales de los diarios El Comercio, Voluntad, Región, El Oriente de Asturias, y las revistas Asturias Semanal y Ensidesa y nacional (Cuadernos Hispanoamericanos, El Libro Español, Gazeta de Arte, Cuadernos de Bibliofilia…). También participó como jurado de concursos literarios y artísticos, al mismo tiempo que pronunció conferencias y charlas sobre temática asturiana y cultural. Jesús Evaristo Casariego dijo de él que era "el prototipo de anipedantes; siempre rehuía el aplauso y los honores, para realizar una obra verdaderamente efectiva". Antonio Gala también elogió sus cualidades humanas. Su obra ha sido estudiada por José Luis Campal.
Entre sus premios cabe señalar el premio de novela corta Club Universitario de Tortosa por Del cielo una mirada (1953), premio de cuentos La Felguera por Tres hermanas (1958), premio Guipúzcoa de teatro por El detenido (1964), premio de novela Puente Colgante de Bilbao por Los huidos (1972), premio de la Cámara de Comercio de Gijón por el Estudio histórico sobre los periódicos y revistas de Asturias (1973), premio Hilo Poético de Gijón a su obra literaria (1982) y premio de la Consejería de Cultura destinado a la investigación del patrimonio folclórico regional por el Diccionario geográfico popular de Asturias (1986).
Falleció el 5 de enero de 1987 a causa de un cáncer colorrectal. El 11 de mayo de 1990 se dio su nombre a una calle de Gijón, dentro de una reforma general del nomenclátor de la ciudad.

### Narrativa
- El viento dobló la esquina (1958)
- Los días como pájaros (1962)
- Vivimos de noche (1964, reeditada en 2008)
- Los huidos (1973)
- Siete cuentos asturianos (1983)
- Saldo humano (1992)

### Poesía
- Barrio de Cimadevilla (1967, reeditada en 2012)
- De la mina y lo minero (1968)
- Poemario Asturiano I (1979)

### Teatro
- Payasos (1959)
- El detenido (1964)

### Investigación
- Notas sobre la pesca de la ballena en relación con Asturias (1964)
- Supersticiones y creencias de Asturias (1976)
- Asturias vista por los no asturianos (1977)
- Refranero asturiano (1962 y 1977)
- Vocabulario gijonés (1964 y 1979)
- Las comunicaciones entre Asturias y León (1980)
- Gijón (1980)
- El Gremio de Mareantes de Gijón (1982)
- Mitología asturiana (1983)
- Noticias en torno a la vida airada en Asturias (1983)
- Apodos y sobrenombres de Gijón (1985)
- Aportación a la biografía de Rosario de Acuña (1986)
- La causa de los sablazos (1986)
- Vida y obra de Fabricio (1987)
- Diccionario geográfico popular de Asturias (1990)
- Escritos gijoneses (2001)

### Estudios sobre arte
- Carreño de Miranda y Manuel Medina Díaz (1970)
- Ángel García Carrió (1973)
- Asturias y el pintor José Ramón Zaragoza (1974)
- José Ramón Zaragoza y Augusto Junquera (1976)
- Lombardía (1978)
- Apunte biográfico de Sebastián Miranda (1978)
- Jovellanos y Goya (1981)
- Piñole, pintor de Asturias (1986)

### Trabajos bibliográficos
- Bibliografía de novelas asturianas (1970)
- Bibliografía sobre Piñole (1973)
- Bibliografía de Gijón (1976)
- Índices generales del Boletín del Instituto de Estudios Asturianos (1980)
- Bibliografía artístico-asturiana de Jesús Villa Pastur (1982)
- Bibliografía de la emigración asturiana (1984)
- Aproximación a una bibliografía de Llanes (1985)
- Bibliografía del carbón en Asturias (1985)

### Libros editados en su recuerdo
- Homenaje a Luciano Castañón, por la IV Bienal Nacional de Pintura La Carbonera (1987)
- Efraim, pintor, libro y exposición homenaje de los pintores asturianos (1988)